# 細川重男
細川 重男（ほそかわ しげお、1962年 - ）は、日本の歴史学者。東洋大学・國學院大學非常勤講師。日本史史料研究会主任研究員。博士（文学）（立正大学・1997年）。専門は日本中世政治史、古文書学。金本正之・百瀬今朝雄に師事。東京都出身。

## 略歴
- 1962年　東京都生まれ
- 1987年　東洋大学文学部史学科卒業
- 1990年　東洋大学大学院文学研究科日本史学専攻修士課程修了
- 1993年　立正大学大学院文学研究科史学専攻博士後期課程満期退学[1]
- 1997年　「後期鎌倉政権における家格秩序の形成と得宗専制体制」で立正大学より博士（文学）の学位を取得[1]

## 著作
- 『鎌倉政権得宗専制論』（吉川弘文館、2000年） ISBN 4-642-02786-6
- 『鎌倉北条氏の神話と歴史 権威と権力』（日本史史料研究会、2007年）
- 『鎌倉幕府の滅亡』（吉川弘文館〈歴史文化ライブラリー〉、2011年） ISBN 978-4-642-05716-5
- 『北条氏と鎌倉幕府』（講談社選書メチエ、2011年） ISBN 978-4-06-258494-4
  - 『執権　北条氏と鎌倉幕府』（講談社学術文庫、2019年） ISBN 978-4-06-517573-6
- 『頼朝の武士団 将軍・御家人たちと本拠地・鎌倉』（洋泉社歴史新書、2012年）ISBN 978-4-8624-8950-0
  - 『頼朝の武士団 鎌倉殿・御家人たちと本拠地「鎌倉」』（朝日新書、2021年）ISBN 978-4022951472
- 『鎌倉幕府抗争史 御家人間抗争の二十七年』（光文社新書、2022年）ISBN 978-4334046194
- 『宝治合戦　北条得宗家と三浦一族の最終戦争』朝日新聞出版〈朝日新書 876〉、2022年8月30日。ISBN 978-4-02-295185-4。（電子版あり）

## 編著
- 日本史史料研究会監修 『鎌倉将軍・執権・連署列伝』（吉川弘文館、2015年）ISBN 978-4-642-08286-0

## 論文
- 「内管領長崎氏の基礎的研究」（『日本歴史』479、1988年4月）
- 「秋田城介安達時顕」（『白山史学』24、1988年4月）
- 「嘉元の乱と北条貞時政権」（『立正史学』69、1991年3月）
- 「嘉暦の騒動と北条高時政権」（『白山史学』27、1991年4月）
- 「得宗家の先例と官位」（立正大学大学院文学研究科『大学院年報』8、1991年）
- 「『弘安新御式目』について」上（『東洋大学大学院紀要』29、1992年）
- 「『弘安新御式目』について」下（『東洋大学大学院紀要』30、1993年）
- 「得宗家執事と内管領」（田中健夫編『前近代の日本と東アジア』、吉川弘文館、1995年1月）
- 「諏訪左衛門入道直性について」（『白山史学』32、1996年4月）
- 「尾藤左衛門入道演心について」（『立正史学』80、1996年9月）
- 「得宗家公文所と執事－得宗家公文所発給文書の分析を中心に－」（『古文書研究』47、1998年4月）
- 「政所執事二階堂氏の家系」（鎌倉遺文研究会編『鎌倉時代の社会と文化』、鎌倉遺文研究2、東京堂出版、1999年4月）
- 「北条得宗家成立試論」（本郷和人氏との共同執筆論文）（『東京大学史料編纂所研究紀要』11、2001年3月）
- 「相模式部大夫殿－文永九年二月騒動と北条時宗政権－」（再興中世前期勉強会会報『段かづら』2、2002年3月）
- 「飯沼大夫判官と両統迭立－「平頼綱政権」の再検討－」（『白山史学』38、2002年4月）
- 「得宗専制政治の論理－北条時宗政権期を中心に－」（『年報　三田中世史研究』9、2002年10月）
- 「御内人と鎌倉期武家の主従制」（『思想』969、2005年1月）
- 「鎌倉幕府後期政治史研究の現状と課題」（『歴史評論』714、2009年10月）
- 「摂津と京極－鎌倉・室町両武家政権支配層の相違点－」（阿部猛編『中世政治史の研究』、日本史史料研究会、2010年9月）
- 「「霜月騒動」再現」（日本史史料研究会会報『ぶい＆ぶい』17、2011年1月）

## コラム
- 「下総の子犬の話」（『古文書研究』52、2000年11月）
- 「『鎌倉政権得宗専制論』　著者細川重男氏よりの御返事」（『傘松』693、2001年6月）
- 「不死身の人々」（『近畿化学工業界』625、2005年5月）
- 「その男たち、凶暴につき」（『歴史の争点　武士と天皇』、別冊歴史読本20〈30-18〉、新人物往来社、2005年9月）
- 「武士の名前はなぜ、うざい？」（『歴史の争点　武士と天皇』、別冊歴史読本20〈30-18〉、新人物往来社、2005年9月）
- 「関東武内宿禰伝説　武家と神話」（『歴史の争点　武士と天皇』、別冊歴史読本20〈30-18〉、新人物往来社、2005年9月）
- 「御家人制の変質と鎌倉幕府の倒壊」（『歴史の争点　武士と天皇』、別冊歴史読本20〈30-18〉、新人物往来社、2005年9月）
- 「狼たちの夢　山名時氏の生きざま」（『歴史の争点　武士と天皇』、別冊歴史読本20〈30-18〉、新人物往来社、2005年9月）
- 「綸旨をください　天皇と戦争」（『歴史の争点　武士と天皇』、別冊歴史読本20〈30-18〉、新人物往来社、2005年9月）
- 「発表講座」（日本史史料研究会会報『ぶい＆ぶい』2、2008年3月）
- 「『延慶三年記』のこと」（日本史史料研究会会報『ぶい＆ぶい』3、2008年5月）
- 「Who is 大井入道？」（日本史史料研究会会報『ぶい＆ぶい』4、2008年8月）
- 「降臨の時」（日本史史料研究会会報『ぶい＆ぶい』5、2008年12月）
- 「莫若」（日本史史料研究会会報『ぶい＆ぶい』6、2009年2月）
- 「家督」（日本史史料研究会会報『ぶい＆ぶい』8、2009年6月）
- 「文士」（日本史史料研究会会報『ぶい＆ぶい』11、2009年12月）
- 「さだたか」（日本史史料研究会会報『ぶい＆ぶい』12、2010年3月）
- 「ナンのヒネリも無い書名」（日本史史料研究会会報『ぶい＆ぶい』15、2010年8月）
- 「鎌倉御家人の実像」（『本』417、講談社、2011年4月）
- 「たった二行の文章から」（『本郷』93、吉川弘文館、2011年5月）
- 「鎌倉北条家　幕府滅亡の日に就任した最後の執権」（『歴史読本』10月号〈56-10〉、新人物往来社、2011年10月）

## 講演録
- 「鎌倉幕府と北条氏－北条時頼・時宗の時代を中心に－」（『興風』20、2008年12月）

## 書評
- 「書評　野村育世著『北条政子　尼将軍の時代』」（『総合女性史研究』18、2001年3月）
- 「書評と紹介　北条氏研究会編『北条氏系譜人名辞典』」（『日本歴史』649、2002年6月）
- 「書評と紹介　永井晋著『金沢貞顕』（人物叢書）」（『日本歴史』672、2004年5月）
- 「書評　七海雅人著『鎌倉幕府御家人制の研究』（『日本史研究』517、2005年9月）
- 「書評と紹介　岡田清一著『鎌倉幕府と東国』」（『国史学』190、2006年11月）
- 「書評　秋山哲雄著『北条氏権力と都市鎌倉』」（『史学雑誌』117-7、2008年7月）
- 「書評と紹介　森幸夫著『六波羅探題の研究』」（『日本歴史』723、2008年8月）
- 「書評と紹介　永井晋著『金沢北条氏の研究』」（『古文書研究』66、2008年9月）